# Abierto Akron Zapopan 2022
Abierto Akron Zapopan 2022 byl tenisový turnaj pořádaný jako součást ženského okruhu WTA Tour, který se odehrával na dvorcích s tvrdým povrchem Panamerického tenisového centra v Zapopanu. Probíhal mezi 21. až 27. únorem 2022 v mexickém metropolitním okrese Guadalajara jako třetí ročník turnaje.
Turnaj s rozpočtem 262 727 dolarů patřil do kategorie WTA 250. Nejvýše nasazenou hráčkou ve dvouhře se stala dvanáctá tenistka světa Emma Raducanuová z Velké Británie, která v rozhodující sadě úvodního kola skrečovala Australance Darje Savilleové kvůli zranění kyčle.
Sedmý titul na okruhu WTA Tour vybojovala Američanka Sloane Stephensová. Čtyřhru ovládl americko-běloruský pár Kaitlyn Christianová a Lidzija Marozavová, jehož členky získaly premiérovou společnou trofej. Christianová tak ukončila šňůru pěti finálových porážek a připsala si první trofej.

## Distribuce bodů a finančních odměn

### Distribuce bodů
| Soutěž  | vítězky | finalistky | semifinalistky | čtvrtfinalistky | 16 v kole | 32 v kole | Q  | Q2 | Q1 |
| ------- | ------- | ---------- | -------------- | --------------- | --------- | --------- | -- | -- | -- |
| dvouhra | 280     | 180        | 110            | 60              | 30        | 1         | 18 | 12 | 1  |
| čtyřhra | 280     | 180        | 110            | 60              | 1         | —         | —  | —  | —  |

### Finanční odměny
| dvouhra                               | 31 000 $ | 18 037 $ | 10 100 $ | 5 800 $ | 3 675 $ | 2 675 $ | 1 950 $ | 1 270 $ |
| čtyřhra                               | 10 800 $ | 6 300 $  | 3 800 $  | 2 300 $ | 1 750 $ | —       | —       | —       |
| částky ve čtyřhře jsou uváděny na pár |          |          |          |         |         |         |         |         |

## Ženská dvouhra

### Nasazení
| Stát                          | Hráčka                    | WTA | Nasazení |
| ----------------------------- | ------------------------- | --- | -------- |
| Spojené království            | Emma Raducanuová          | 12. | 1.       |
| USA                           | Madison Keysová           | 27. | 2.       |
| Španělsko                     | Sara Sorribesová Tormová  | 32. | 3.       |
| Kolumbie                      | Camila Osoriová           | 47. | 4.       |
| Španělsko                     | Nuria Párrizasová Díazová | 48. | 5.       |
| USA                           | Sloane Stephensová        | 56. | 6.       |
| Japonsko                      | Misaki Doiová             | 75. | 7.       |
| Čína                          | Čeng Čchin-wen            | 79. | 8.       |
| Žebříček WTA k 14. únoru 2022 |                           |     |          |

### Jiné formy účasti
Následující hráčky obdržely divokou kartu do hlavní soutěže:
- Caty McNallyová
- Katie Volynetsová
- Renata Zarazúová

Následující hráčka nastoupila pod žebříčkovou ochranou:
- Darja Savilleová

Následující hráčky si zajistily postup do hlavní soutěže v kvalifikaci:
- Hailey Baptisteová
- Lucia Bronzettiová
- Caroline Dolehideová
- Brenda Fruhvirtová
- Viktória Kužmová
- Rebeka Masarová

### Odhlášení
před zahájením turnaje
- Rebecca Petersonová → nahradila ji  Viktorija Tomovová
- Čeng Saj-saj → nahradila ji  Ču Lin

### Skrečování
- Emma Raducanuová (poranění levé kyčle)[1]
- Lesja Curenková (poranění levého ramena)[1]
- Anna Kalinská (poranění zad)[1]

## Ženská čtyřhra

### Nasazení
| Stát                                                                      | Hráčka                | Stát      | Hráčka               | WTA  | Nasazení |
| ------------------------------------------------------------------------- | --------------------- | --------- | -------------------- | ---- | -------- |
| Francie                                                                   | Elixane Lechemiová    | USA       | Ingrid Neelová       | 153. | 1.       |
| USA                                                                       | Hailey Baptisteová    | USA       | Caty McNallyová      | 156. | 2.       |
| USA                                                                       | Kaitlyn Christianová  | Bělorusko | Lidzija Marozavová   | 189. | 2.       |
| USA                                                                       | Catherine Harrisonová | USA       | Sabrina Santamariová | 197. | 4.       |
| Žebříček WTA k 14. únoru 2022; číslo je součtem umístění obou členek páru |                       |           |                      |      |          |

### Jiné formy účasti
Následující páry obdržely divokou kartu do čtyřhry:
- Lucia Bronzettiová /  Sara Erraniová
- Laura Pigossiová /  Renata Zarazúová

Následující pár nastoupil do čtyřhry z pozice náhradníka:
- Wang Sin-jü /  Ču Lin

### Odhlášení
před zahájením turnaje
- Hailey Baptisteová /  Caty McNallyová → nahradily je  Wang Sin-jü /  Ču Lin
- Rebecca Petersonová /  Anastasija Potapovová → nahradily je  Misaki Doiová /  Miju Katová

## Přehled finále

### Ženská dvouhra
- Sloane Stephensová vs.  Marie Bouzková, 7–5, 1–6, 6–2

### Ženská čtyřhra
- Kaitlyn Christianová /  Lidzija Marozavová vs.  Wang Sin-jü /  Ču Lin, 7–5, 6–3